# Mandingo Massacre
 Pour plus de détails, voir Fiche technique et Distribution
Mandingo Massacre est une série de films pornographiques américains réalisés par Jules Jordan et produits par le studio éponyme. Le premier film de la série sort en 2011.

## Contenu
La série s'inscrit dans les catégories gonzo et interraciale. Dans chaque scène, l'acteur Mandingo joue avec plusieurs actrices.

## Distribution
- Mandingo Massacre 1 (2011) : Adriana Luna, Alanah Rae, Heather Starlet, Jada Stevens, Lisa Ann
- Mandingo Massacre 2 (2011) : Amy Reid, Asa Akira, Kristina Rose, Mason Moore, Phoenix Marie
- Mandingo Massacre 3 (2012) : Chastity Lynn, Jacky Joy, Lily Labeau, London Keys, Penelope Piper
- Mandingo Massacre 4 (2012) : Amy Brooke, Angelina Valentine, Beaue Marie, Chastity Lynn, Ivana Sugar, Julia Ann, Kagney Linn Karter
- Mandingo Massacre 5 (2012) : Anikka Albrite, Christie Stevens, Cindy Starfall, Eva Angelina, Skin Diamond
- Mandingo Massacre 6 (2012) : Austin Taylor, Julie Cash, Krissy Lynn, Nadia Styles, Rayveness, Riley Reid
- Mandingo Massacre 7 (2013) : Gabriella Paltrova, Jayden Jaymes, Lisa Ann, Riley Reid, Sheena Shaw
- Mandingo Massacre 8 (2013) : Chanel Preston, Kelly Divine, Lea Lexis, Sarah Jessie, Mischa Brooks, Lia Lor
- Mandingo Massacre 9 (2016) : Keisha Grey, August Ames, Chloe Amour, Goldie
- Mandingo Massacre 10 (2016) : Jillian Janson, Luna Star, Nina North, Abigail Mac
- Mandingo Massacre 11 (2017) : Ashley Fires, Samantha Saint, Selena Rose, Zoey Monroe
- Mandingo Massacre 12 (2017) : Monique Alexander, Janice Griffith, Sydney Cole, Olivia Austin
- Mandingo Massacre 13 (2017) : Abella Danger, Megan Rain, Aubrey Sinclair, Kristen Scott
- Mandingo Massacre 14 (2018) : Brandi Love, Jill Kassidy, Gia Derza, August Taylor

## Récompenses
- 2013: XRCO Award – Meilleure série ethnique[1]
- 2013 : XBIZ Award – Série interraciale de l'année[2]
- 2013 : AVN Award  – Meilleure série interraciale
- 2014 : AVN Award  – Meilleure série interraciale[3]
- 2014 : AVN Award  – Meilleure scène de sexe garçon/fille (Riley Reid et Mandingo)[3]